# 729 (число)
729 (семьсот двадцать девять) — натуральное число, расположенное между числами 728 и 730. Оно не является простым числом, а относительно последовательности простых чисел расположено между 727 и 733.

## Свойства и значение
Число 729 принадлежит ко множеству нечётных натуральных чисел. Оно факторизуется в виде произведения простых чисел 3 × 3 × 3 × 3 × 3 × 3, то есть число 729 является кубом и квадратом одновременно {\displaystyle 729=9^{3}=27^{2}}. Кроме этого, оно является вторым по величине кубом (после числа 216: {\displaystyle 216=6^{3}=3^{3}+4^{3}+5^{3}}), который представим в виде суммы трёх других кубов:
В системе исчисления по основанию 3 оно записывается как 1 000 000.
Исторически число 729 имело большое значение для пифагорейцев как квадрат числа 27. Древнегреческий философ Платон, пытаясь комбинировать степени чисел 2 и 3 в последовательность 1, 2, 3, 4, 8, 27 … обратил внимание на то, что 27 является суммой всех предыдущих членов этого ряда. Кроме этого, по его мнению число 729 соответствует сумме количеств ночей и дней в году {\displaystyle 729=364{\frac {1}{2}}+364{\frac {1}{2}}}. В рассуждениях о государственном устройстве он пишет, что 729, будучи числом с тремя измерениями (9 × 9 × 9), также отражает всю глубину удовольствия царя вместе с глубиной нравственного падения тирана. По его мнению, жизнь царя должна продолжаться 729 месяцев, или около 67 лет.

## В литературе
- Таков был ответ Йозефа Швейка на вопрос: «Сколько будет 12897 умножить на 13863» во время психологического обследования.